# Речные сомики
Речные сомики, или клюписомы (лат. Clupisoma) — род лучепёрых рыб из семейства Ailiidae отряда сомообразных. По молекулярным данным наиболее близкими родами являются Ailia и Laides.

## Распространение и экология
Представители рода распространены в Азии. Обитают в пресных и солоноватых водоемах. Интенсивный промысел и изменение среды обитания приводят к снижению численности.

## Описание
Размер от 13 до 60 см.

## Классификация
В состав рода включают 10 видов:
- Clupisoma bastari Datta & Karmakar, 1980
- Clupisoma garua (Hamilton, 1822)
- Clupisoma longianalis (Huang, 1981)
- Clupisoma montana Hora, 1937
- Clupisoma naziri Mirza & Awan, 1973
- Clupisoma nujiangensis Chen, Ferraris & Yang, 2005
- Clupisoma prateri Hora, 1937
- Clupisoma roosae Ferraris, 2004
- Clupisoma sinense (Huang, 1981)